# Gracillaria toubkalella
Gracillaria toubkalella là một loài bướm đêm thuộc họ Gracillariidae. Nó được tìm thấy ở Maroc.
Ấu trùng ăn Fraxinus species. Chúng ăn lá nơi chúng làm tổ.